# Mengger (Karanganyar)
Mengger is een bestuurslaag in het regentschap Ngawi van de provincie Oost-Java, Indonesië. Mengger telt 2548 inwoners (volkstelling 2010).